# Villarmóu
Villarmóu (en asturiano y oficialmente: Viḷḷarmóu) es una aldea que pertenece a la parroquia de Arganza en el concejo de Tineo (Principado de Asturias). Se encuentra a 464 m s. n. m. y está situada a 20,30 km de la capital del concejo, la villa de Tineo.

## Población
En 2020 contaba con una población de 17 habitantes (INE, 2020) repartidos en un total de 8 viviendas (INE, 2010).